# 13e Convention nationale acadienne
La XIIIe convention nationale acadienne a lieu en 1960 à Pointe-de-l'Église, en Nouvelle-Écosse (Canada).
Les perspectives d'avenir pour les Acadiens sont examinées. La Société Nationale des Acadiens est soumise à un examen critique afin d'évaluer son efficacité depuis sa réorganisation, la notion de patriotisme des Acadiens est définie et les conditions d'avancement économique et culturel sont étudiées.